# 二本松義國
二本松義国（にほんまつ よしくに）/畠山義国（はたけやま よしくに）（永正18年（1521年） - 天正8年（1580年））是戰國時代的武將。二本松氏第8代当主。陸奧國安達郡二本松城主。

## 生涯
作為二本松氏一門新城村尚（第5代当主二本松村国之弟）之子出生，天文16年（1547年）從兄弟第7代当主義氏因為沒有子嗣而死去，因而將他迎為後繼者繼承家督。
此時，因為伊達氏內部引發的天文之亂已經終結，此時蘆名盛氏和田村隆顯均想趁亂擴大勢力，因此在兩者勢力中間的二本松氏也被捲入進來。天文20年（1551年），與白河晴綱一同擔任中介與田村氏和蘆名氏講和，在兩者之間保有一定的勢力（此時他的名字仍然稱為尚國，並不明確改名義國時的詳細時間）。随着时间的推移，兩者之间每隔一段时间便来来往往，甚至還略微擴張到他國領地的情況。
元亀元年（1570年），受到了田村氏和相马氏的联合攻击，但是在芦名氏的支援下成功击退。同年还寝返了八丁目城主堀越宗范，势力一时达到极点。天正2年（1574年）4月遭到了伊达实元和蘆名盛興的攻击，实元攻落了八丁目城。此时田村清显想作为中介令义国和伊达辉宗讲和，但是遭到拒绝。10月，二本松氏以将八丁目城割让给实元并将宗範追放作为条件降伏。二本松氏的从属对象也从田村氏和相马氏转变到伊达氏和芦名氏的伞下，之后将家督让给嫡子义继。
天正8年（1580年）8月1日死去。葬身于自己修立的香泉寺。之后香泉寺于文化5年（1808年），由唐津藩家老二本松義廉（以義国之孫義孝（义继次子）为祖庶流家二本松氏第6代当主）献上了义国的位牌。当前现存的牌子于平成21年（2009年），和收藏牌位的厨子一起一起被指定为二本松市指定文化財。

## 脚注
1. ↑  安永8年（1779年）在義国的200忌日之际虽然配合了捐赠，但是又在文化3年（1806年）由于火灾而损失，因此再度进行捐赠。